# Walfang vor Norfolk Island

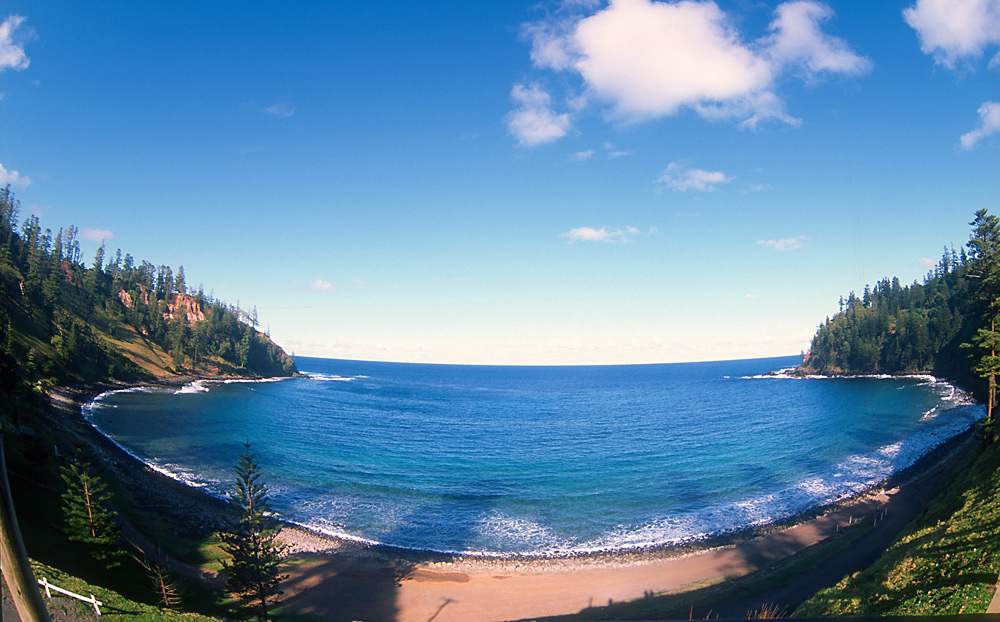
Der erste Standort der Walfangstation an der Ball Bay

Der Walfang vor Norfolk Island basierte auf zwei Walfangstationen auf Norfolk Island, einer australischen Insel im Pazifik.
Der erste Standort einer Walfangstation auf Norfolk Island lag an der Ball Bay (auch Bally Bay). Nach der Umsiedlung von 194 Insulanern aus Pitcairn im Jahr 1856 begann der Walfang mit Ruderbooten. In den Anfängen wurde der Walfang in einem kleinen Maßstab betrieben, denn die Ruderboote konnten nur küstennah eingesetzt werden und die Harpunierung erfolgte bis ins Jahr 1900 händisch. Anschließend kam es zum Einsatz von Harpuniergewehren, aber auch die alte händische Technik wurde weiterhin verwendet. Erst in den 1930er Jahren wurden effektivere Ruderfangboote eingesetzt, die sich bis zu 10 Meilen von der Küste entfernen konnten.
1955 wurde die zweite Walfangstation auf Norfolk Island in der Cascade Bay aufgebaut. Ruderboote wurden nicht mehr eingesetzt, sondern drei von Motoren angetriebene Schiffe mit Stahlrümpfen, davon hatte nur das größte eine Harpunierkanone. Die zwei kleinen Schiffe assistierten lediglich beim Fang. Am Strand der Cascade Bay wurden die Wale nicht mehr nur händisch, sondern mit mechanischer Unterstützung an Land gezogen und in einer Walfabrik geflenst (zerlegt). Anfänglich wurden die Fangquoten erfüllt, die die Australische Regierung vergab. Jedoch brach 1962 die Fangquote zusammen, danach war der Walfang auf Norfolk Island nicht mehr wirtschaftlich und fand sein Ende.

## Walfangstation Ball Bay
Nachdem 194 Menschen von Pitcairn, darunter auch Nachkommen der Meuterei auf der Bounty, am 8. Juni 1856 auf dem Dreimaster Morayshire nach Norfolk Island umgesiedelt worden waren, sollen sie von den amerikanischen Seeleuten in den Walfang eingewiesen worden sein. Die neuen Insularen haben größtenteils in der später entstandenen Walfangindustrie gearbeitet.
Die ursprünglich verwendeten Fangboote mussten von vier Mann gerudert werden und konnten bis zu viereinhalb Tage auf See bleiben. Um ihnen bei Nacht und Nebel die Rückkehr zu erleichtern, wurden auf den Klippen der Ball Bay Feuer entzündet. Die Wale wurden mit selbst geschmiedeten Harpunen erlegt und anschließend in die Bucht geschleppt, um dort auf den Strand gezogen zu werden. Hauptsächlich wurde der Speck der Wale in großen Kochkesseln zu Walöl verarbeitet, die mit Holz befeuert wurden. Diese Kochkessel stammten noch aus der Zeit der britischen Kolonisation, in der Norfolk Island eine Sträflingskolonie war. Das Walöl, das vorher stundenlang in den Kesseln aus dem Speck ausgekocht werden musste, kam in große Stahlbehälter. Zum Transport wurde das Walöl in Fässer umgefüllt.
Einen ersten Bericht von einem erfolgreichen Walfang gab es im November 1864. Im August 1887 wurden vier Buckelwale von Booten harpuniert.
1887 gab es drei Unternehmen, die Walfang betrieben, zwei kleine mit je zwei und eine große mit vier Fangbooten. Jedes Ruderboot wurde mit vier Seeleuten besetzt. Es wird auch von Unfällen beim Walfang aus dem Jahr 1887 berichtet: Ein Seemann ertrank, als ein Wal das Fangboot zerschmetterte und ein weiterer Unfall ereignete sich beim Flensen (Zerlegen) eines Wals.
1888 wurden 12 Wale erlegt, aus denen sich etwa 44 Tonnen Walöl herstellen ließ.
1890 wurden 27 Wale harpuniert, das war das erfolgreichste Walfangjahr. Dieser Fang brachte eine Ausbeute von etwa 100 Tonnen Walöl. Ab September 1893 waren vier Unternehmen im Walfang aktiv, damit waren acht Boote im Einsatz.
Ein Fangboot verwendete erstmals ein Harpuniergewehr, eine Darting Lance Gun. Dieses Gewehr erzeugte bei einem Treffer eine Explosion im Inneren und sollte ihn unverzüglich töten. Der Einsatz mit dieser Waffe war aber auch gefährlich, denn im Jahr 1909 explodierte die Harpune außerhalb des Walkörpers, als das Fangboot daneben lag.
In den Jahren 1925 bis 1928 ging die Fangrate zurück, weil die Wale nicht mehr küstennah vorbeizogen und die bisher verwendete Bootstechnik nicht ausreichte, um in weiter entfernten Seegebiet Wale zu erlegen und an die Küste zu schleppen.
1938 jagte ein neues Unternehmen vor Norfolk Island mit drei weiteren voll bemannten Ruderbooten Wale. Diese Boote hatten ein neues Design und waren in der Lage bis zu 10 Meilen außerhalb der Küste zu operieren. Innerhalb von drei Wochen wurden drei Wale erlegt und die Hoffnung wurde bestärkt, dass dadurch genügend Geld verdient werden könnte, um den neuen Herausforderungen des Walfangs gerecht zu werden. Es sollte auch eine neue Walfangstation aufgebaut werden.
1950 brannte die Walfangstation an der Ball Bay völlig ab, der Grund hierfür ist nicht bekannt. Das war das Ende der Walfängerei vor der Ball Bay.

## Walfangstation Cascade Bay
Eine neue Ära des Walfangs begann im Jahr 1955, als die Anderson Meat Company Ltd., die bereits die Byron Bay Whaling Company Pty. Ltd. gegründet hatte, eine weitere Tochterfirma, die Norfolk Island Whaling Company Ltd. gründete und an der Cascade Bay auf Norfold Island eine neue Walfangstation aufbaute. Diese Walfangstation war mechanisiert und das Flensen (Zerlegen) erfolgte im Gegensatz zur Ball-Bay-Walfangstation mit maschineller Unterstützung.
Im August 1956 begann die Byron I, die sowohl vor Norfold Island Whaling Station als auch vor der Byron Bay Whaling Station eingesetzt wurde, mit dem Walfang. Sie war mit einer Harpunierkanone ausgestattet. Die Norfolk Island Whaling Company hatte von der Regierung von Australien eine jährliche Fangquote von 120 Walexemplaren zugewiesen bekommen. Am 26. August wurde die Anderson Meat Company für Pfund 320.000 an die beiden Walfangfirmen verkauft. Beide Unternehmen wurden wiederum kurz darauf an die Pacific Sea Products Inc. in San Francisco in den USA verkauft, die Interesse an gefrorenem Walfleisch hatte. Die Waljagd im ersten Jahr war derart erfolgreich, dass die jährliche Quote bereits am 27. Oktober 1956 erfüllt worden war.
Zu Beginn der nächsten Walfangsaison erhielt die Walfanggesellschaft auf Norfolk Island einen neuen und größeren Walfänger, die 32,27 Meter lange Norfolk Whaler. Sie war mit der Harpunierkanone der Byron I ausgestattet und hatte nicht wie die Byron I einen Holzrumpf, sondern einen aus Stahl. Dies bedeutete mehr Sicherheit, wenn ein verletzter Wal angriff. Die Norfolk Waler wurde von zwei kleineren Walfängern unterstützt, der Winston Whaler und der Cascade Whaler.
Die genehmigten Fangquoten betrugen 1956 150 Wale, 1957 und 1958 je 50 Wale und von 1959 bis 1962 je 170 Wale. Jedoch konnten in der Fangsaison von 1962 lediglich acht Wale erlegt werden, die Norfolk Island Company ging in Konkurs. Die Walfangstation an der Cascade Bay wurde danach abgebaut und zerstört, bis auf Reste der Betonfundamente erinnert nichts an die Vergangenheit.